# Lavička Václava Havla

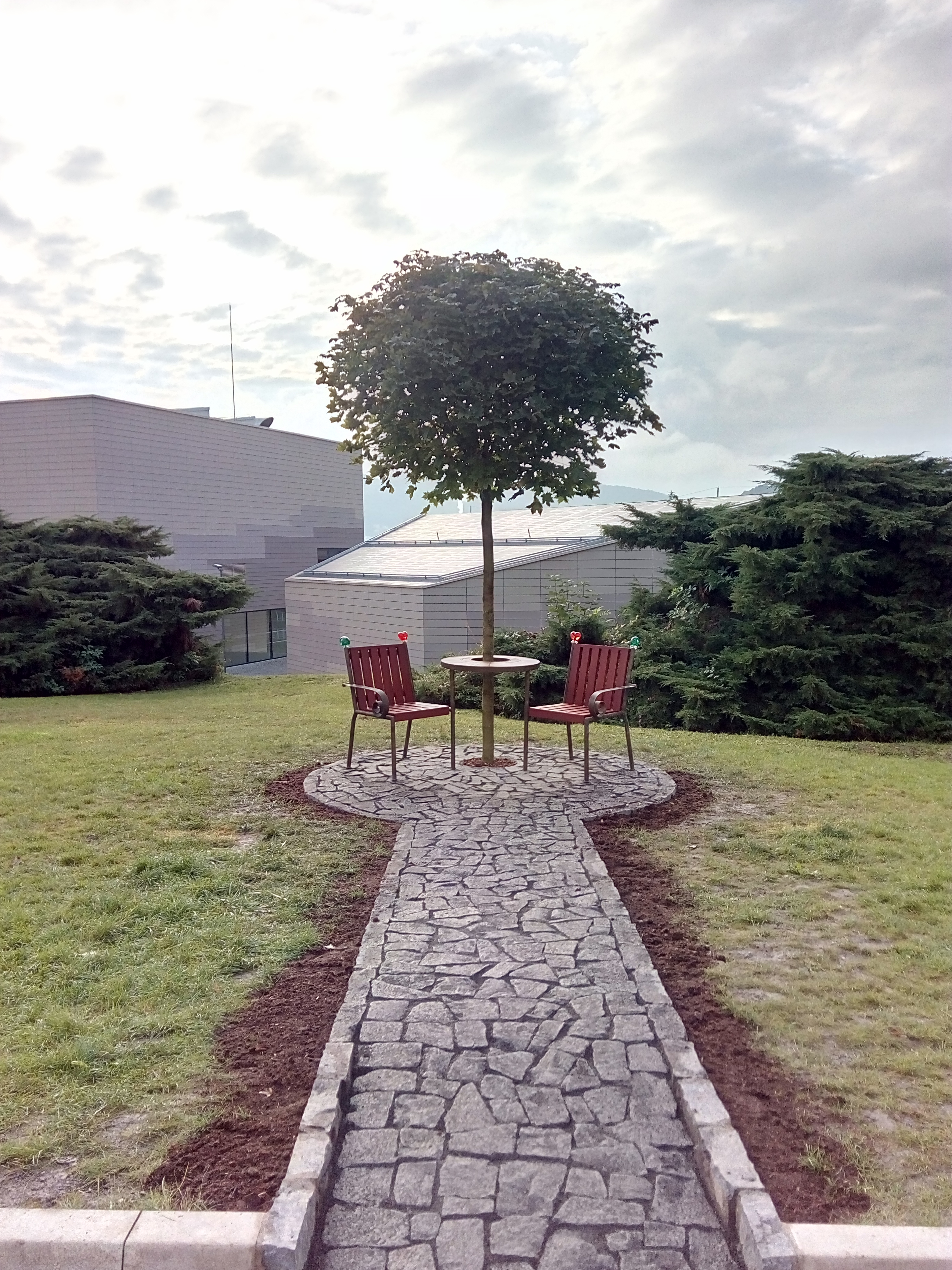
Lavička v areálu Univerzity J. E. Purkyně v Ústí nad Labem

Lavička Václava Havla je projekt pamětních míst věnovaných Václavu Havlovi v podobě dvojice křesel spojených kulatým stolem, jehož středem prorůstá kmen stromu. Cena vybudování jedné lavičky dosahuje stovek tisíc korun, přičemž zhruba 30 000,- Kč z ceny představuje poplatek za užití jména. 

## Podoba a symbolika
S myšlenkou pamětních míst věnovaných bývalému prezidentovi přišel český velvyslanec ve Spojených státech amerických Petr Gandalovič. Oslovil architekta a designéra Bořka Šípka s žádostí, aby vytvořil veřejné umělecké dílo inspirované osobou a demokratickými ideály zesnulého prezidenta Václava Havla. Šípek v roli hlavního architekta správy Pražského hradu pracoval v letech 1992–2002 na obnově hradních interiérů a věnoval nespočet uměleckých děl svému blízkému příteli, prezidentu Havlovi, který v dokumentu Občan Havel autorů Pavla Kouteckého a Miroslava Janka vyslovil přání, aby si ho lidé s designem a uměleckými artefakty Bořka Šípka podvědomě spojovali.
Bořek Šípek přišel s velmi jednoduchým a přitom kreativním designem symbolizujícím demokratickou otevřenost k dialogu: dvěma kovovými zahradními křesly, spojenými s kulatým stolem, jehož středem prorůstá lípa, národní strom České republiky. Jeho cílem bylo vytvořit na veřejném prostranství místo k setkávání a podpoře vzájemných dialogů. Místo ke „svobodnému projevování názorů, kde se bude diskutovat a přemýšlet v duchu ideálů a životních postojů prezidenta Havla“. Autor sám instalaci nazval „Hovoří demokracie“ a pracovně instalaci označuje za lavičku.
Prof. Tomáš Halík, blízký přítel Václava Havla, v rozhovoru pro Český rozhlas vysílaném 5. října 2013 k instalaci uvedl: „Ta lavička s těmi dvěma židlemi symbolizuje vlastně ochotu sednout si za jeden stůl a hovořit spolu. A to si myslím, že je také důležitý odkaz Václava Havla: I když jsme lidé různých názorů, různého politického přesvědčení, různého náboženského přesvědčení, přece jenom je strašně důležité, abychom si sedli za jeden stůl a hovořili spolu a společně hledali pravdu.“

### Další lavičky
- Dne 5. srpna 2014 byla odhalena lavička VH na hlavní třídě v Philadelphii.[4] Lavička (tzv. Havel Corner) ale nebyla v designu Bořka Šípka. Záhy však byla tato lavička při rekonstrukci hlavní třídy v roce 2016 odstraněna či přesunuta na neznámé místo.
- Dne 18. prosince 2021 byla odhalena Lavička prezidenta Havla v Holešově na náměstí E. Beneše. Jedná se o originální lavičku, jejíž podobu autorsky zpracovali studenti Střední školy nábytkářské a obchodní z Bystřice pod Hostýnem (nejde tedy o standardní Lavičku Václava Havla, která se instaluje v jiných městech).[5]

## Umístění

### 2013
01/ Washington, D.C.; První Havlovo místo bylo vytvořeno na Georgetownské univerzitě ve Washingtonu D.C. a slavnostně odhaleno 3. října 2013, díky podpoře Georgetownské univerzity, českého velvyslanectví ve Washingtonu, Knihovny Václava Havla a společnosti American Friends of the Czech Republic. Slavnostního ceremoniálu se jako patronky místa zúčastnily Dagmar Havlová a Madeleine Albrightová.
02/ Dublin; První Havlovo místo v Evropě bylo slavnostně odhaleno v Irsku, v parku Sv. Patrika v Dublinu, ve Světový den lidských práv (10. prosince) roku 2013. Instalaci slavnostně odhalili dublinský starosta Lord Mayor Oisin Quinn a bývalý kancléř prezidenta Havla a bývalý ministr zahraničních věcí České republiky, Karel Schwarzenberg.

### 2014
03/ Barcelona; Další instalace pamětního Havlova místa proběhla v Barceloně. Místo nazvané v katalánštině "Espai Havel" odhalili 15. února 2014 starosta města Xavier Trias a Karel Schwarzenberg v parku Parc de la Ciutadella vedle budovy katalánského parlamentu.
04/ Praha-Malá Strana; V České republice byla první lavička odhalena 1. května na Maltézském náměstí v Praze, Havlově rodném městě (první v Praze).
05/ České Budějovice; Havlova lavička byla odhalena 11. června v areálu Jihočeské univerzity v Českých Budějovicích.
06/ Benátky; pamětním místem se stal 27. září 2014 ostrov San Servolo u italských Benátek.
07/ Hradec Králové; lavička VH byla slavnostně předána obyvatelům města Hradce Králové 4. října 2014, symbolicky v předvečer 78. prezidentových nedožitých narozenin. Je ve Wonkově ulici před budovou městské knihovny a v těsném sousedství někdejšího krajského sídla KSČ.
08/ Plzeň; Šafaříkovy sady (30. října 2014),
09/ Haag; Stará radnice (9. listopadu 2014)
10/ Oxford; University of Oxford (6. listopadu 2014),
11/ Nový Bor; náměstí Míru (19. listopadu 2014).

### 2015
12/ Portland; Dne 9. května 2015 byla odhalena lavička v areálu univerzity Lewis & Clark v americkém Portlandu ve státě Oregon.
13/ Karlovy Vary; Dne 5. července 2015 byla odhalena lavička VH v Karlových Varech.
14/ Tel Aviv; Dne 27. října 2015 byla odhalena lavička v areálu telavivské univerzity.
15/ Pardubice; Další lavička VH byla zpřístupněna v pátek 13. listopadu 2015 v novém výukovém areálu Univerzity Pardubice na nádvoří mezí budovami Fakulty filozofické, Fakulty ekonomicko-správní a Dopravní fakulty Jana Pernera, u příležitosti oslav 17. listopadu.
16/ Krásná Lípa; Dne 27. října 2015 byla odhalena lavička na Křinickém náměstí v Krásné Lípě.

### 2016
17/ Liberec; Od 8. března 2016 se nachází lavička VH v Liberci před vchodem Krajské vědecké knihovny v Liberci.
18/ Kroměříž; Jako první na Moravě byla dne 14. září 2016 odhalena lavička Václava Havla s pamětní deskou před Hejtmanským domem na kroměřížském Velkém náměstí.
19/ Černošice; Dne 25. září 2016 byla slavnostně odhalena lavička na náměstí Centra Vráž v Černošicích.
20/ Ústí nad Labem; Dne 10. října 2016 byla slavnostně odhalena lavička Václava Havla v areálu Kampusu Univerzity J. E. Purkyně v Ústí nad Labem před Filozofickou fakultou.

### 2017
21/ Horní Počernice; Dne 18. května 2017 byla odhalena lavička před Divadlem Horní Počernice (druhá v Praze).
22/ Olomouc; další lavičkou na světě se stala 17. června 2017 z iniciativy rektora Jaroslava Millera lavička v areálu Univerzity Palackého v Olomouci, instalovaná též k poctě emeritnímu rektorovi Josefu Jařabovi.
23/ Lisabon; Dne 22. června 2017 byla lavička instalována v parku Jardim do Príncipe Real, Lisabon, Portugalsko.
24/ Mladá Boleslav; Dne 25. září 2017 byla lavička umístěna ve vchodu do Havelského parku.

### 2018
25/ Lublaň
26/ Košice; Dne 6. června 2018 byla za účasti bývalého prezidenta Slovenska Rudolfa Schustera, bývalého polského prezidenta Lecha Wałęsy a Karla Schwarzenberga odhalena první Havlova lavička na Slovensku, v Košicích na Strojárenské ulici nedaleko radnice.
27/ Praha-Suchdol; 15. září byla lavička odhalena v areálu České zemědělské univerzity v Suchdole (třetí v Praze)
28/ Šumperk
29/ Ženeva

### 2019
30/ Brno; V sobotu dopoledne 5. října byla pod záštitou Brněnského magistrátu a za účasti herců z nedalekého Divadla Husa na provázku odhalena Lavička Václava Havla v Brně. Nachází se na čtvrté terase Kapucínských teras pod Katedrálou sv. Petra a Pavla. Místo bylo vybráno ve spolupráci s Petrem Oslzlým, bývalým dramaturgem Divadla Husa na provázku a rektorem Janáčkovy akademie múzických umění a osobním přítelem Václava Havla. „Do této terasy ústí Ulička Václava Havla, která ji propojuje s Divadlem Husa na provázku, kde je v Domě pánů z Fanalu umístěno jedno ze tří voskových Srdcí pro Václava Havla, a v neposlední řadě tudy Václav Havel několikrát při svých návštěvách Brna a Divadla Husa na provázku v mém doprovodu procházel. “ – Petr Oslzlý
31/ Milán
32/ Zlín; Bývalý slovenský prezident Andrej Kiska a ředitel Knihovny Václava Havla Michael Žantovský dne 14.11.2019 slavnostně odhalili Lavičku Václava Havla ve Zlíně na Gahurově prospektu (Zlín).
33/ Čeladná; další lavička byla 17. listopadu 2019 slavnostně odhalena v obci Čeladná v okrese Frýdek-Místek v Moravskoslezském kraji.
34/ Brandýs nad Labem; Ve stejný den byla odhalena lavička v Brandýse nad Labem v okrese Praha-východ.
35/ Tišnov

### 2020
36/ Bratislava; Dne 5. července 2020 byla jako druhá na Slovensku odhalena lavička na Vajanského nábřeží v Bratislavě.
37/ Cheb; Dne 27. července 2020 došlo ke slavnostnímu odhalení lavičky nedaleko Špalíčku v Chebu vybudované z výtěžku veřejné sbírky a příspěvku sponzora.
38/ Jihlava; Dne 21. srpna 2020 byla lavička slavnostně odhalena v Jihlavě před kinem Dukla.

### 2021
39/ Lima; První Lavička Václava Havla v Latinské Americe byla odhalena 15. září 2021 v parku Parque del Libro v Limě, hlavním městě Peru.
40/ Praha-Čakovice; Jubilejní 40. lavička je od 5. října 2021 v Husově parku v Čakovicích (čtvrtá v Praze).
41/ Brusel; Další byla odhalena v Belgii v bruselském parku Leopold poblíž hlavní budovy Evropského parlamentu dne 12. října 2021
42/ Athény; od 9. listopadu 2021 má svou Lavičku i řecká metropole Athény.
43/ Hirošima; Od 7. prosince má Lavičku i Hirošimská univerzita Šudó v Japonsku.
44/ Jičín; 10. prosince byla instalována v zámeckém parku v Jičíně.

### 2022
45/ Bazoches-sur-Guyonne; u Paříže
46/ Poděbrady
47/ Praha-Staré Město; V den oslav 33. výročí sametové revoluce 17. listopadu, na náplavce Hollar, nedaleko od kavárny Slavia, kam Václav Havel rád chodil (pátá v Praze).
48/ Kutná Hora; 17. listopadu
49/ Mnichovo Hradiště; 17. listopadu

### 2023
50/ Ostrava; 13. února přibyla Lavička Václava Havla v Ostravě v novém areálu City Campusu Ostravské univerzity na Černé louce.
51/ Praha-Stodůlky; 17. listopadu byla instalována Lavička Václava Havla ve Stodůlkách poblíž metra Nové Butovice (šestá v Praze).
52/ Paříž; 20. prosince přibyla ještě Lavička Václava Havla v Paříži u českého velvyslanectví za účasti prezidenta Petra Pavla s manželkou, paní Dagmar Havlové, velvyslance Michala Fleischmanna s manželkou a zástupce pařížské radnice.

### 2024
53/ Monako; 29. května, Pavillon Bosio, zahrady, instalována za přítomnosti Prince Alberta II.
54/ Budislav u Litomyšle; okres Svitavy, instalace 1. června u kostela Boží lásky

## Galerie

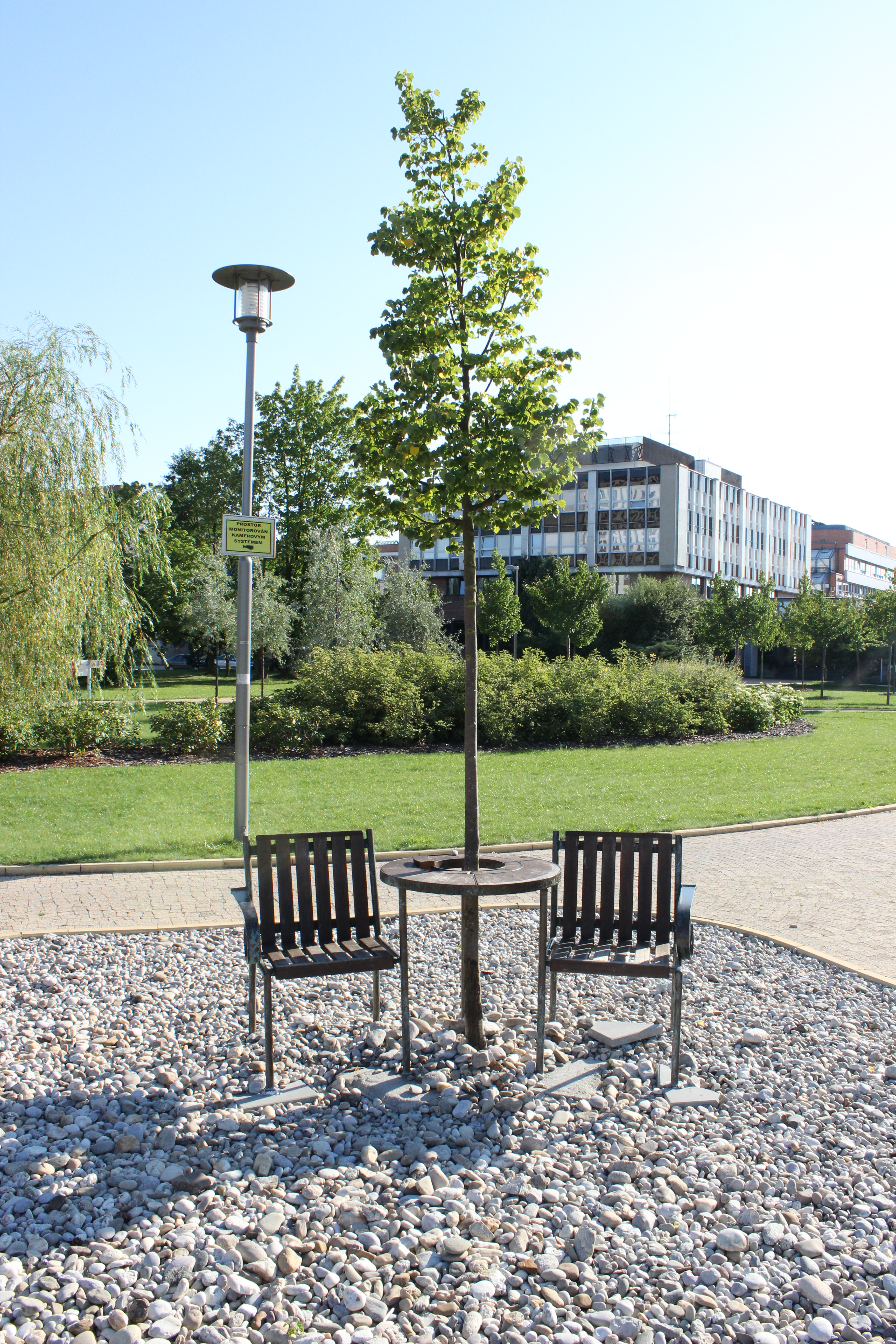
Lavička v areálu Jihočeské univerzity
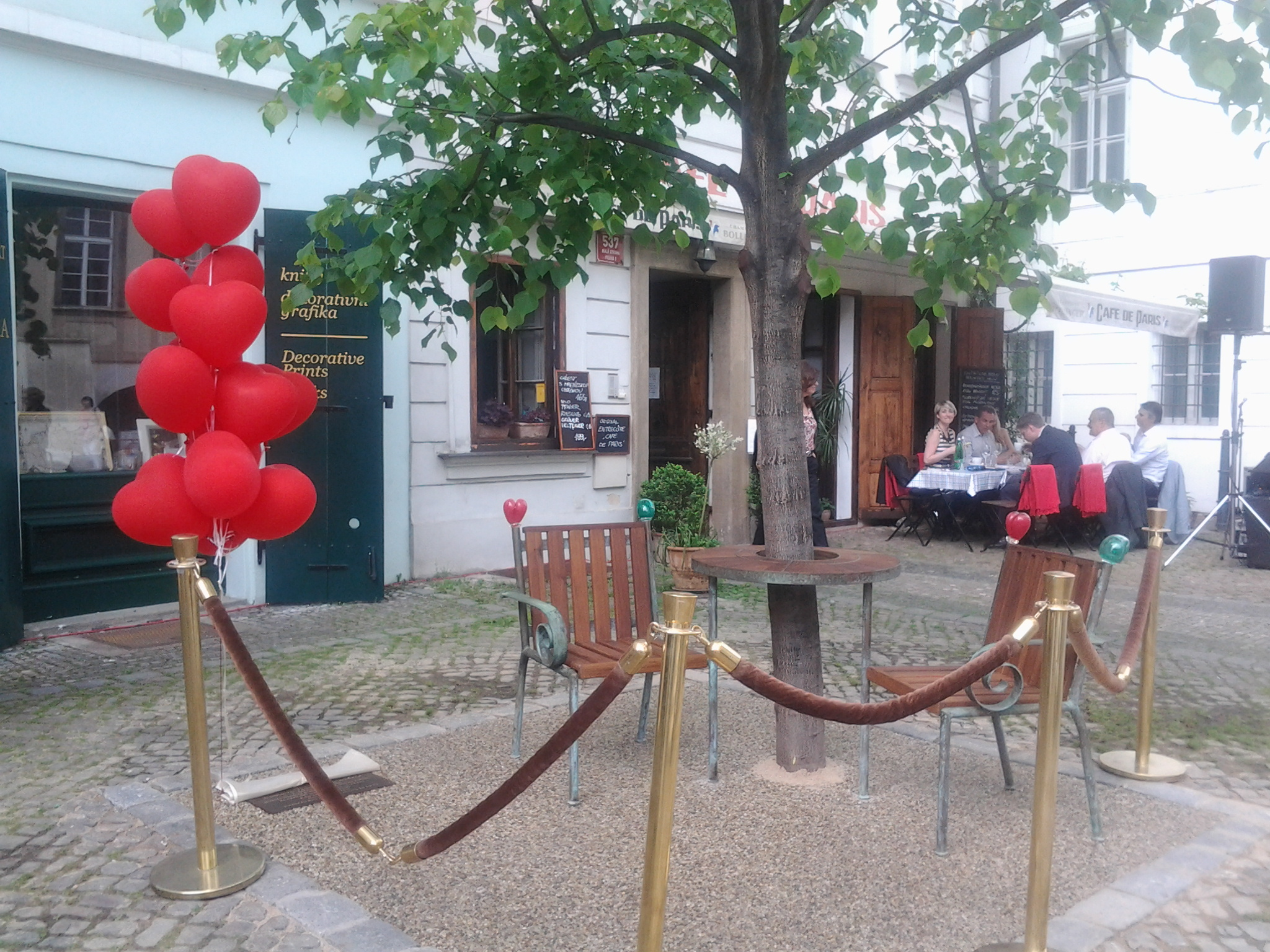
Lavička Václava Havla v Praze na Malé Straně
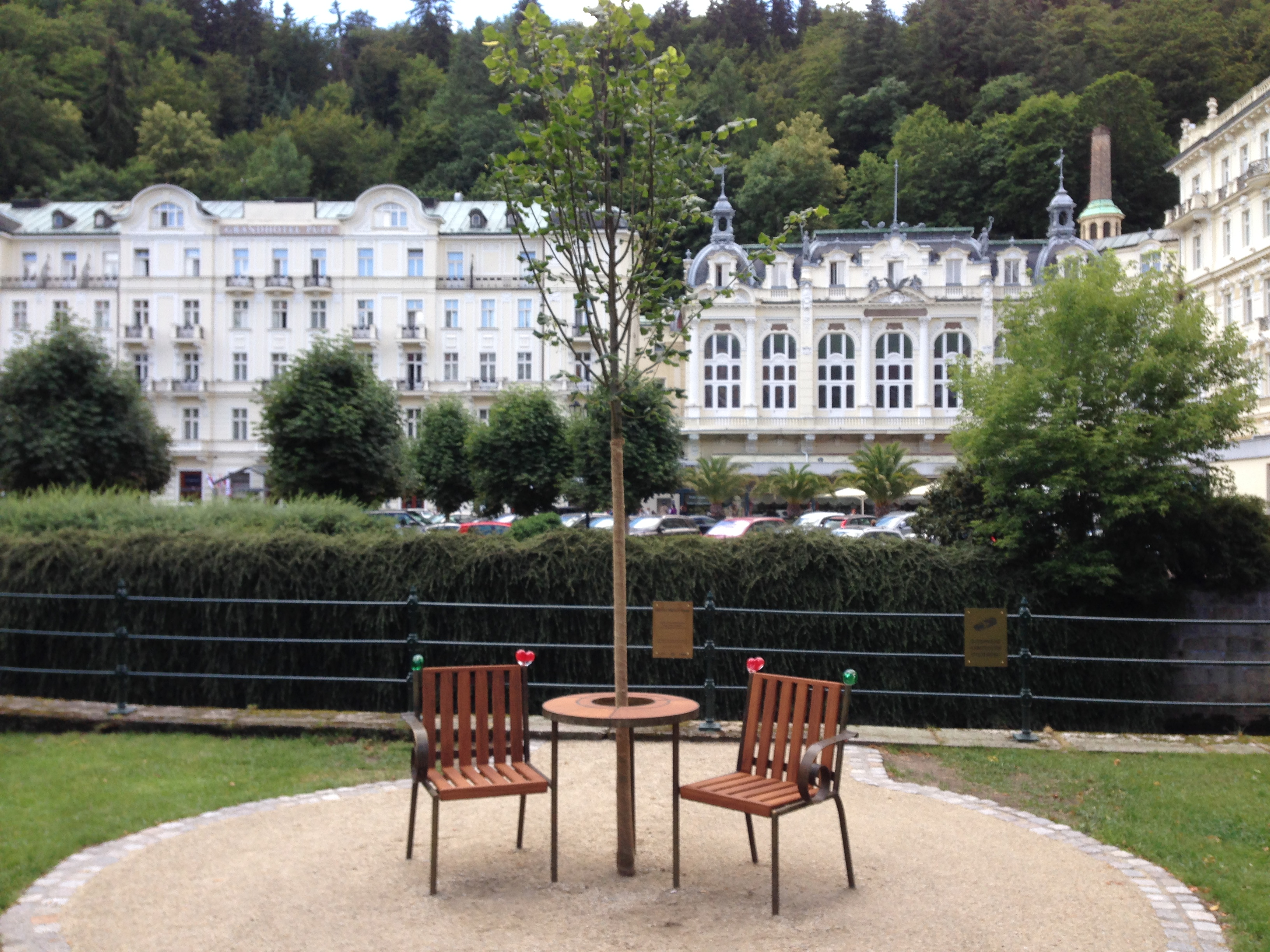
Lavička Václava Havla v Karlových Varech
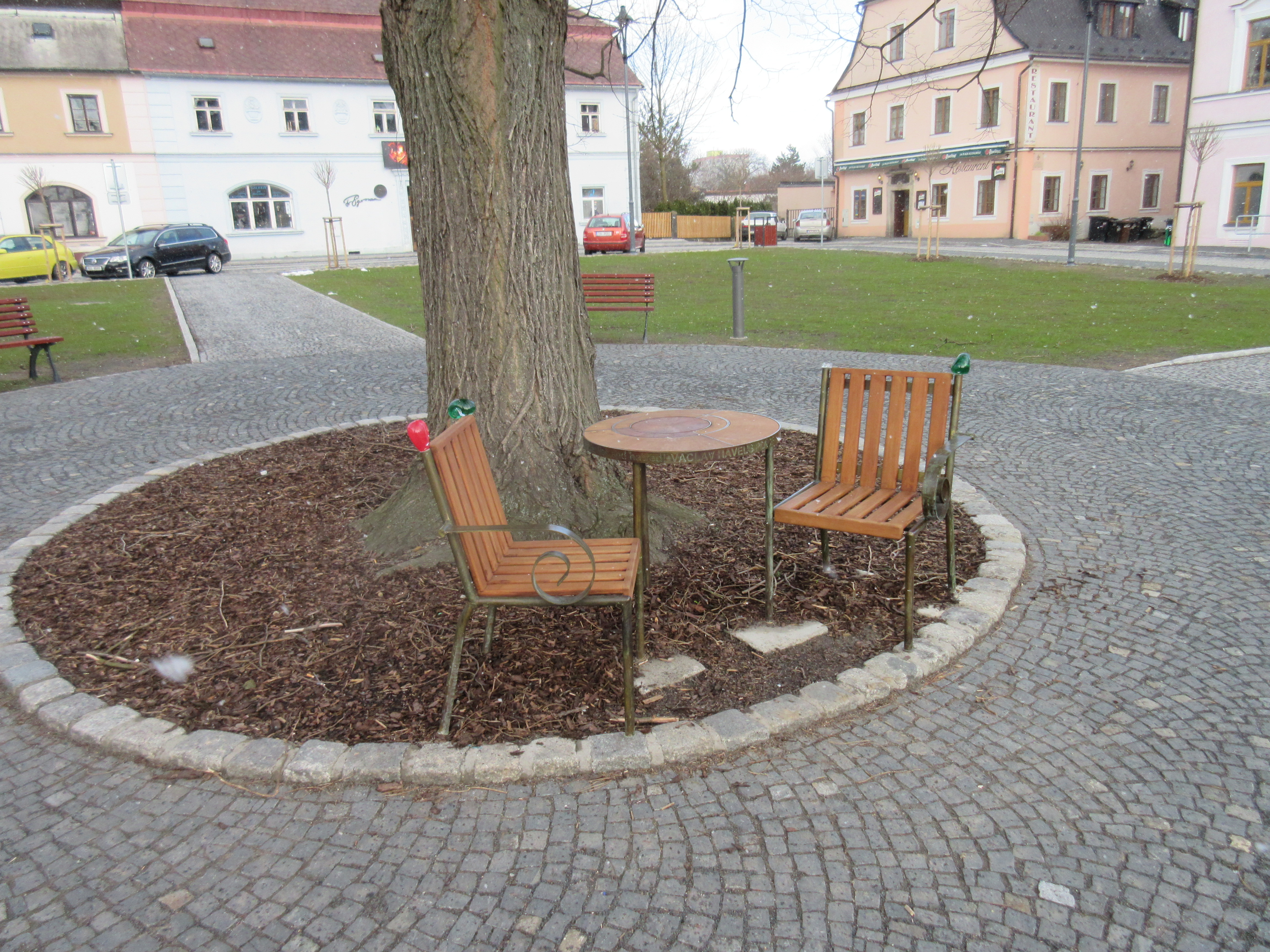
Havlova lavička v Novém Boru
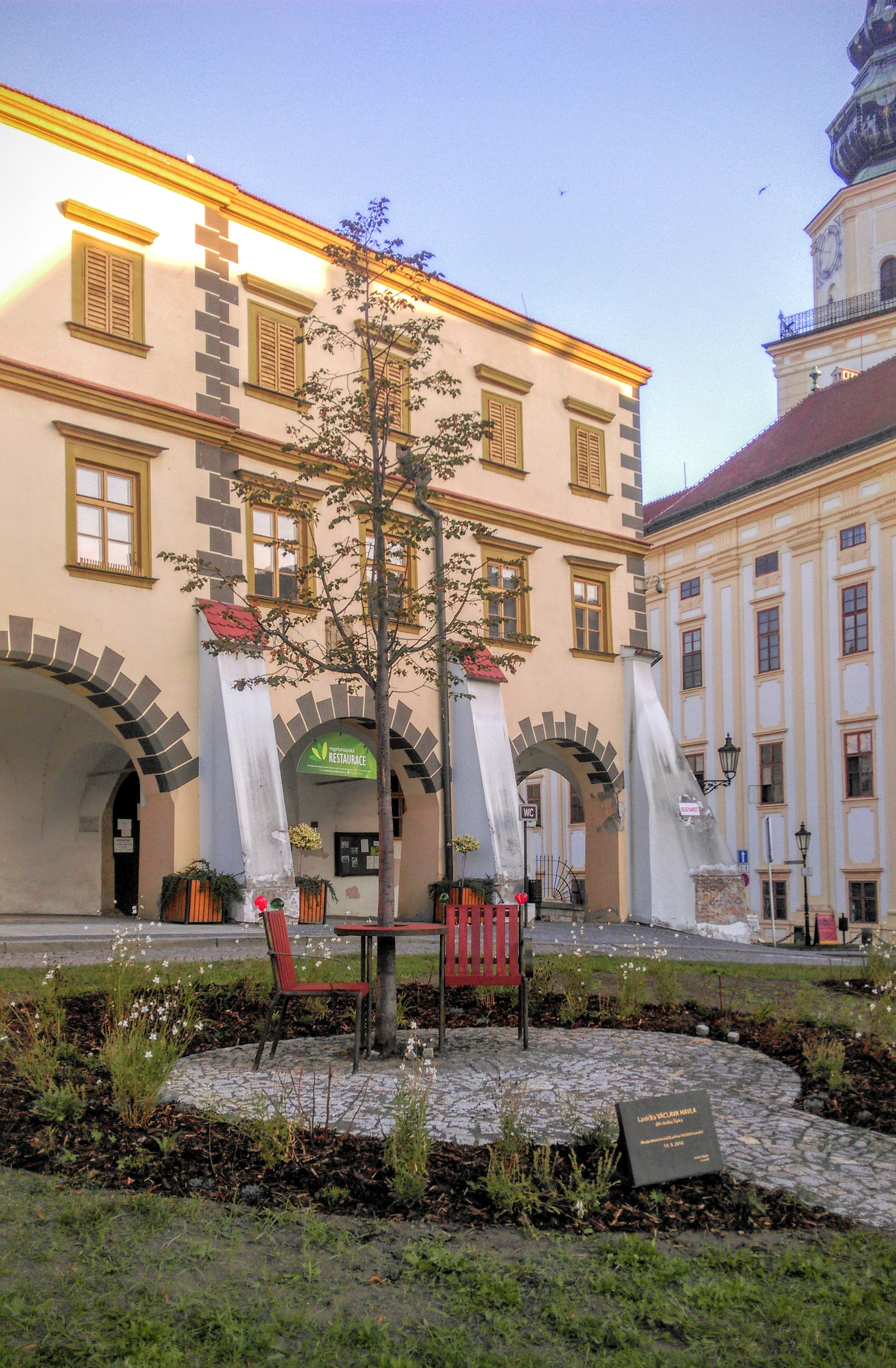
Havlova lavička v Kroměříži
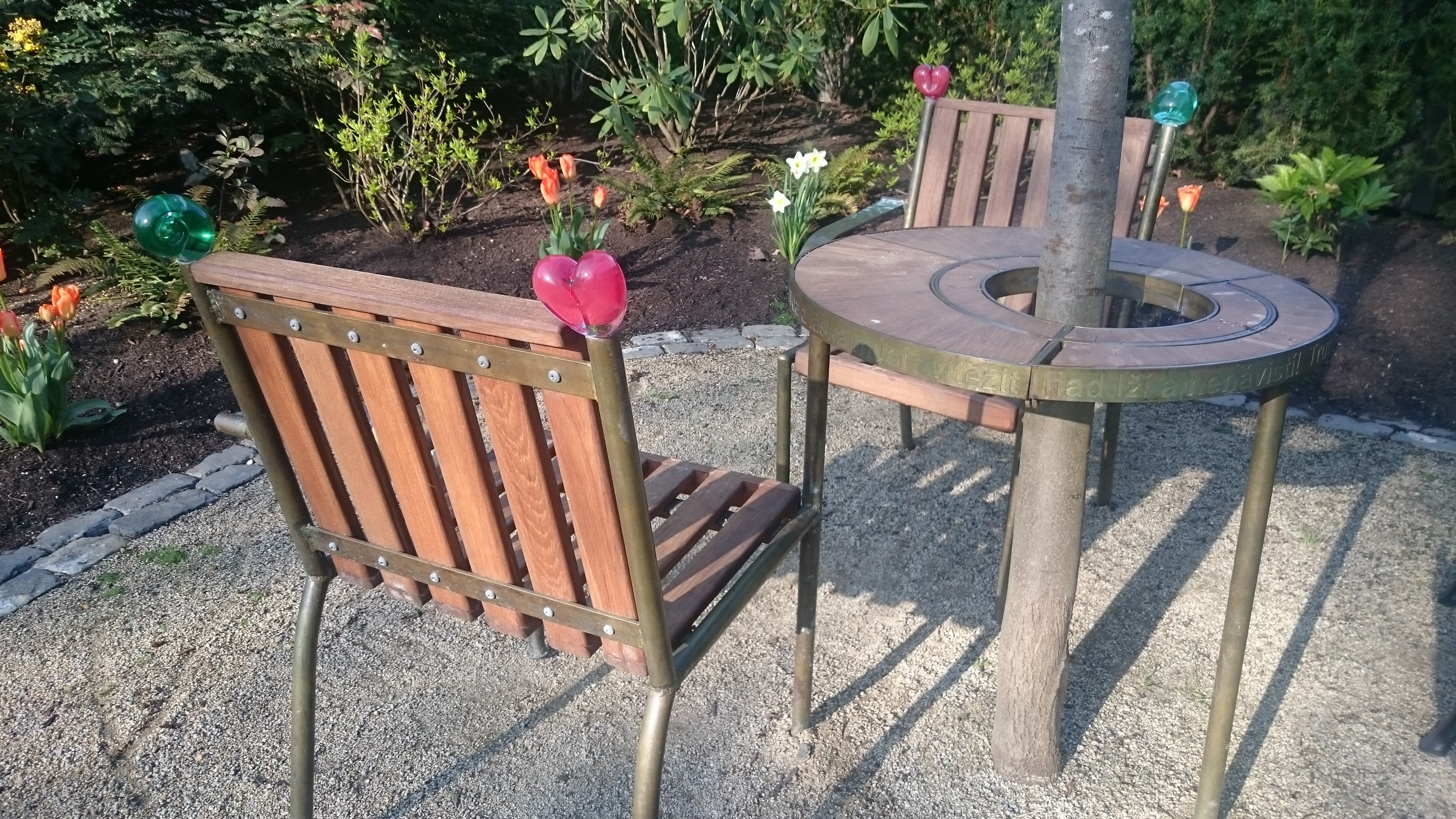
Lavička Václava Havla v Portlandu
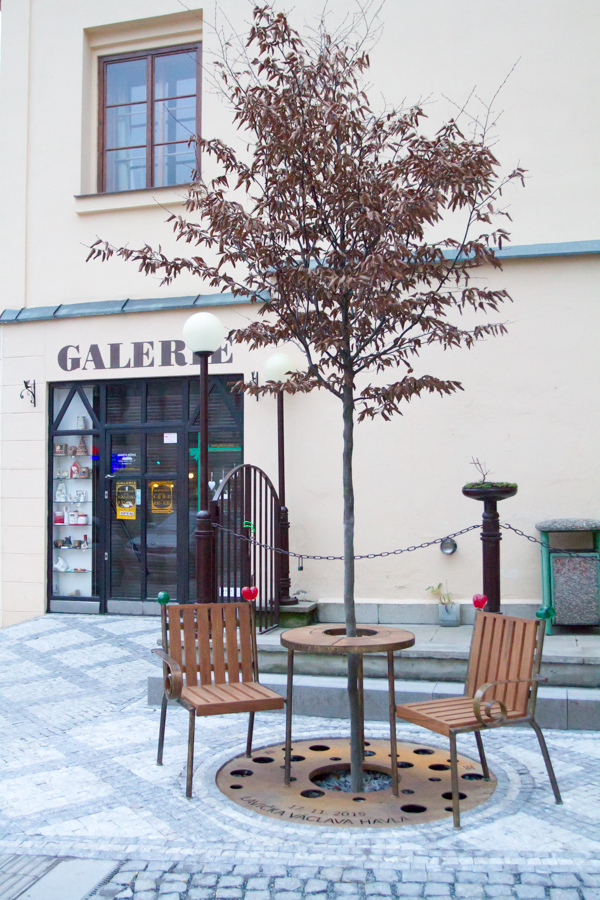
Lavička Václava Havla v Brandýse nad Labem
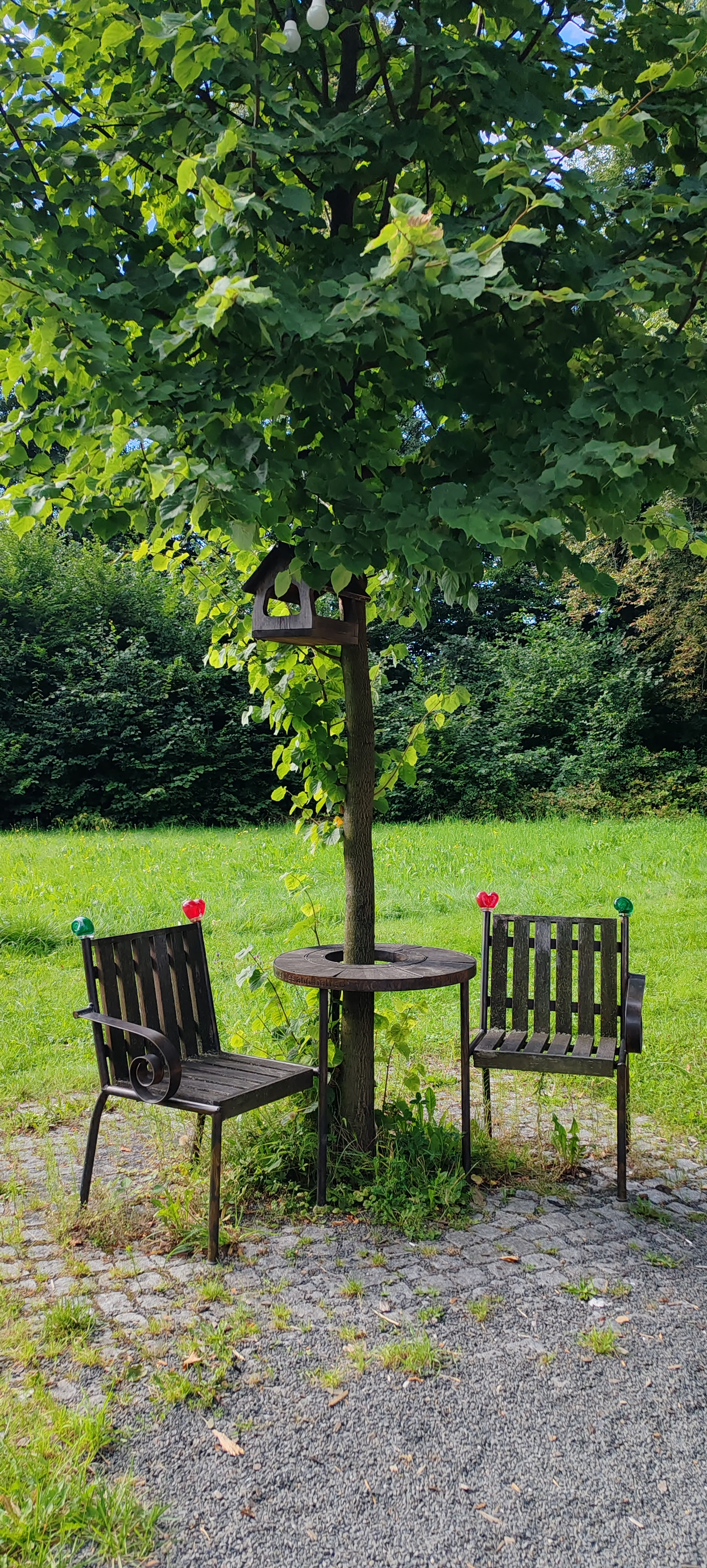
Lavička Václava Havla v Čeladné